# Embedded Insurance
Eine Embedded Insurance (auch eingebettete Versicherung genannt) bezieht sich auf eine Versicherungspolice, die in ein anderes Produkt oder eine andere Dienstleistung integriert ist und zu einem Nebenbei-Produkt wird. Das bedeutet, dass die Versicherung in ein Produkt oder eine Dienstleistung „eingebettet“ ist und beim Kauf des Produkts oder der Dienstleistung mit erworben wird.
Das Ziel von Embedded Insurance ist es, eine reibungslose und nahtlose Erfahrung für den Kunden zu schaffen. Für Unternehmen bietet Embedded Insurance eine Möglichkeit, zusätzliche Einnahmen zu generieren und das Risiko für den Kunden zu minimieren, indem sie eine Versicherung anbieten, die direkt auf das Produkt oder die Dienstleistung zugeschnitten ist. Insgesamt hat die Entwicklung von Embedded Insurance dazu beigetragen, den Zugang zu Versicherungsprodukten zu erleichtern und die Kundenbindung zu erhöhen, indem sie nahtlos in andere Produkte und Dienstleistungen integriert.
Die wohl bekanntesten Formen von Embedded Insurance sind die Produkte Apple Care oder die Goldkarte von Visa, die oft als „Kaufschutzversicherung“ bezeichnet werden. Diese Art von Versicherung bietet dem Kunden Schutz für die von ihm gekauften Produkte, wie z. B. elektronische Geräte, und deckt in der Regel Schäden durch Unfälle, Stürze oder andere versehentliche Beschädigungen ab. Die Visa Goldkarte bietet auch zusätzliche Leistungen wie Auslandsreisekrankenversicherung oder Reiserücktrittsversicherung an.
Diese Form des Versicherungsvertriebs ist nur bei einfach Zusatzversicherung „Annex-Versicherungen“ möglich, da hier eine vereinfachte Reglementierung im Rahmen des Versicherungsvertragsgesetzes (VVG) angewandt wird.
Komplexere Versicherungen, wie zum Beispiel Wohngebäudeversicherungen, oder Berufsunfähigkeitsversicherungen verlangen zwingend eine Zulassung als Versicherungsvermittler, entsprechenden Sachkundenachweis des Vermittlers sowie eine umfangreiche Beratung nebst Beratungsdokumentation.
Diese hohen regulatorischen Hürden haben bislang den Einsatz komplexer Produkte als Embedded Insurance verhindert.

## Geschichte

### 1800er Jahre
Die Anfänge der eingebetteten Versicherung können bis in die späten 1800er Jahre zurückverfolgt werden, als Einzelhändler in Europa und den USA oft eine Art von Versicherungsschutz für die von ihnen verkauften Waren anboten. Ein frühes Beispiel ist die von Singer im Jahr 1870 eingeführte Nähmaschinenversicherung, bei der eine Versicherung gegen Schäden an der Nähmaschine automatisch beim Kauf der Maschine mit inbegriffen war. Ein weiteres Beispiel dafür ist die Garantie, die der britische Einzelhändler Boots the Chemist in den 1890er Jahren anbot. Diese Garantie bot Kunden Schutz für ihre Einkäufe und deckte Reparaturen und Ersatz bei defekten Waren ab.

### 1920er Jahre
Im Jahr 1925 entwarf der amerikanische Autohersteller Chrysler in Zusammenarbeit mit der Palmetto Fire Insurance Company den ersten Plan, bei dem eine Feuer- und Dienstahlversicherung für das erste Jahr im Autopreis enthalten war.

### 1950er Jahre
In den 1950er Jahren begannen Versicherungsunternehmen in den USA, die eingebetteten Versicherungen als eigenständige Produktkategorie zu entwickeln, dem sogenannten Annex (auch Attached Insurance, also angehängte Versicherung, genannt). Das Ziel solcher Annex-Produkte ist es, dem Kunden zusätzlichen Schutz und Mehrwert zu bieten, während das Unternehmen zusätzliche Einnahmen generiert.
Ein Beispiel dafür sind die erweiterten Garantien, die für Haushaltsgeräte wie Kühlschränke, Waschmaschinen und Trockner angeboten wurden. Ein Beispiel dafür ist die Garantie von General Electric auf ihre Kühlschränke aus dem Jahr 1957. Sie boten Kunden zusätzlichen Schutz für ihre Produkte und deckten Reparaturen und Ersatz bei defekten Waren an.

### 1990er Jahre
In der Versicherungsbranche kam immer mehr Cross-Selling auf. Es beschreibt den Verkauf von zusätzlichen Versicherungsprodukten an bestehende Kunden, die bereits eine Versicherung abgeschlossen haben. Das Ziel war es, das Produktportfolio des Kunden zu erweitern und somit den Umsatz des Versicherungsunternehmens zu steigern.
Parallel dazu wurde das Konzept der Embedded Insurance weiterentwickelt und fand Anwendung in der Kredit- und Debitkartenbranche. Banken boten ihren Kunden automatisch eine Reihe von Versicherungen an, die mit der Nutzung der Karte verbunden waren. Beispiele dafür sind American Express und Visa, die Reiseversicherungen, Reiserücktrittsversicherungen oder Kfz-Versicherungen bei Mietwagen ausstellten.

### 2000er Jahre
Mit dem Aufkommen von digitaler Transformation und der zunehmenden Vernetzung von Geräten und Dienstleistungen hat sich Embedded Insurance in den 2000er Jahren weiterentwickelt und an Bedeutung gewonnen. In den USA wurde im Jahr 2013 eine Versicherung eingeführt, die die Fahrer und Fahrgäste abdeckt, wenn ein Unfall während einer Fahrt auftritt.
Amazon kam im Jahr 2009 mit der Versicherung für Paketverlust. Sie bietet Verkäufern, die ihre Produkte über Amazon versenden, einen Schutz gegen Verlust oder Beschädigung während des Transports.
In jüngerer Zeit haben Unternehmen begonnen, API-basierte Plattformen zu nutzen, um Versicherungen nahtlos in ihre Produkte und Dienstleistungen zu integrieren. Ein Beispiel dafür ist das Unternehmen Trov, die weltweit erste On-Demand-Versicherung für Dinge, wie beispielsweise Laptops oder Handys.